# OGM
OGM (ang. Ogg Media File) – kontener stworzony w 2002 przez Tobiasa Waldvogela aby umożliwić tworzenie plików wideo z dźwiękiem w formacie Vorbis. Projekt bazował na popularnym formacie AVI i Ogg, który w tamtym czasie obsługiwał jedynie dźwięk. Ze względu na wsparcie dla kilku ścieżek dźwiękowych i opcjonalne napisy (ang. softsub), był przez pewien czas częstym wyborem dla filmów azjatyckich w sieciach P2P, później został wyparty przez format MKV i obecnie nie jest stosowany.
Wbrew powszechnej opinii Xiph.Org Foundation nie była zaangażowana w rozwój i popularyzację kontenera OGM.

## Możliwości
- Obsługa rozdziałów
- Obsługa wielu ścieżek napisów
- Obsługa różnych formatów video (DivX, XviD, inne stosowane w plikach AVI)
- Obsługa wielu ścieżek dźwięku w różnych formatach (MP3, AC3, AAC, Vorbis, LPCM)

Rozszerzenie plików OGM to .ogm.